# Warszewiczia coccinea
Warszewiczia coccinea és una espècie de planta del gènere Warszewiczia i que pertany a la família Rubiaceae. És una planta arbustiva que pot arribar a presentar la mida d'un arbre petit i que es troba principalment a l'Amèrica Central i del Sud, així com a Trinitat i Tobago, on creix abundantment en terres planes i humides, en semi-ombra i en els vessants boscosos més baixos. La planta també es coneix com a ponsètia salvatge, orgull de Trinitat o chacònia, aquest últim nom, en honor de l'últim governador espanyol de Trinitat, el general Chacón. Malgrat que moltes fonts indiquen que aquesta és la flor nacional de Trinitat i Tobago, el cert és que una esmena del senat del país de l'any 2018 va atorgar el títol de flor nacional al cultivar o varietat Warszewiczia var "David Auyong", ja que l'espècie Warszewiczia coccinea presentava una distribució àmplia a l'Amèrica del Sud, mentre que el cultivar era autòcton del país.

## Descripció
És un arbust de fulla perenne o un petit arbre de 4 a 6 metres d'alçada que floreix a intervals durant tot l'any, especialment als mesos humits entre el febrer i el novembre. Són remarcables les seves inflorescències amb bràctees brillants i vermelles i pètals grocs; les flors presenten de tres a cinc sèpals de color escarlata.